# 测角仪

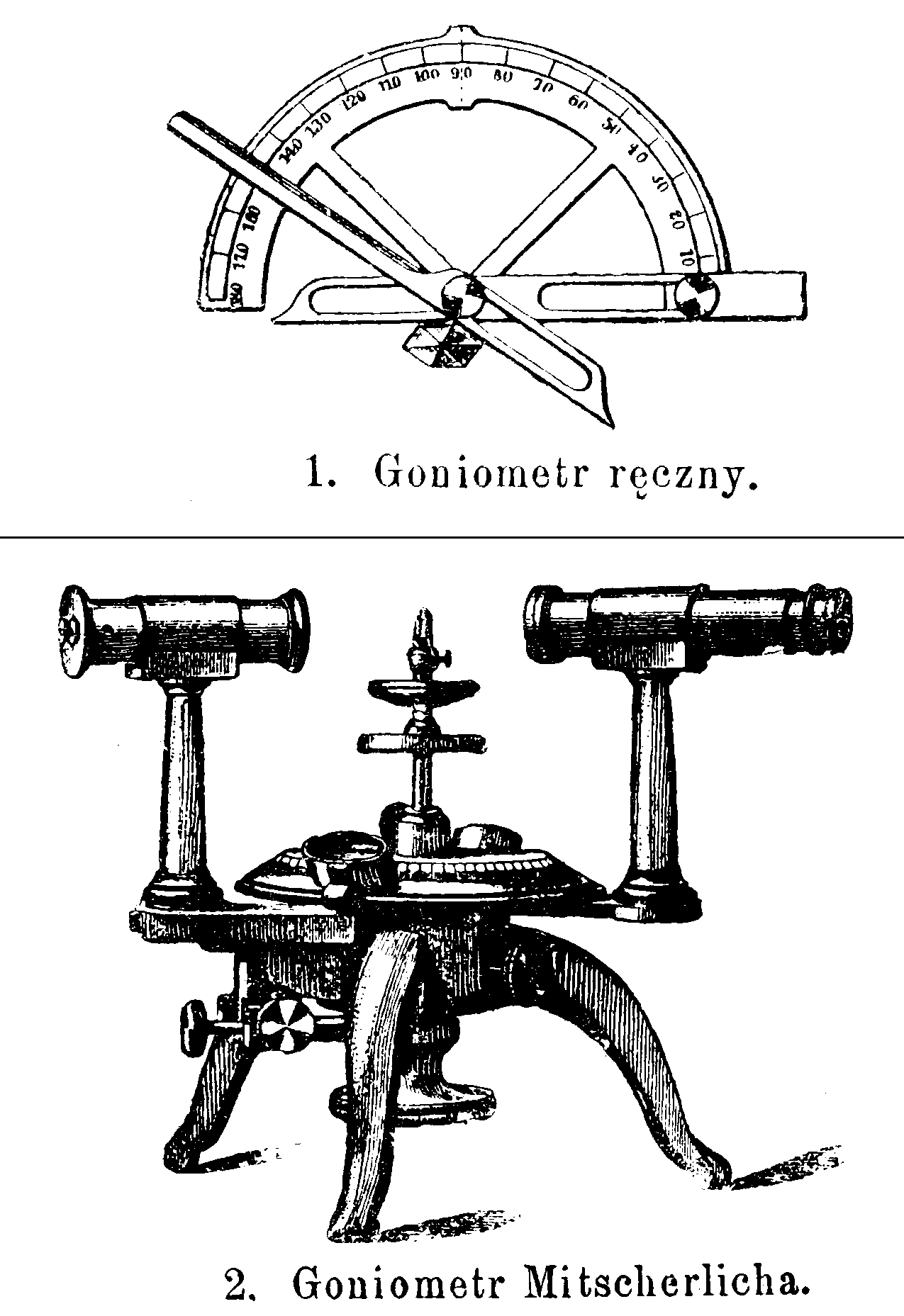
手動測角儀（1）和晶體學的測角儀(2)

测角仪是一种用于测量角度或将物体进行精确角度旋转的仪器。

## 種類
针对不同的应用背景，人们设计了多种不同类型的测角仪。

### 接触角测量仪
接触角测量仪由美國海軍研究實驗室的威廉·济斯曼博士发明，由莱姆－哈特公司（ramé-hart instrument co. （页面存档备份，存于））于1960年代试制成功。目前，人们不仅可以生产基于济斯曼博士设计思想的手动接触角仪，还开发出了各种利用摄像机和软件控制的全自动测角仪，测量领域也不仅局限于测量液体接触角和表面能，还括展到表面张力的悬滴法（pendant drop）和躺滴法（sessile drop）测量等等其他技术中。手动接触角仪需要操作员从显微镜目镜中观察测量。新一代测角仪则可利用摄像机和计算机软件自动获取和分析液滴形状。

### 晶体学测角仪
晶体学测角仪用于测量晶体中晶面间的夹角。在X射线衍射测量中，测角仪用于精确旋转试样。测角仪还被应用到诸如人体关节运动（human joint movement）和液滴与平坦基体的接触角测量中。